# Український фантастичний оглядач
«Український фантастичний оглядач» (УФО) — був першим в Україні заснованим українськими письменниками україномовним журналом про літературу у жанрі фантастики, виходив у Львові. Випускався щоквартально з 2007 по 2012 роки; всього за п'ять років існування вийшло 22 номери журналу. Останній, 22 номер щоквартальника, тобто № 4 за 2012 рік, фактично вийшов з річним запізненням, напередодні Євромайдану.

## Історія створення
Ідея створення журналу «УФО» народилася, зі слів Тимура Литовченка, взимку 2007 року після того, як несподівано припинився вихід у світ «Новой интересной газеты»: у січневому числі «НИГ» мали бути надруковані деякі матеріали учасників Віртуального об'єднання «Українська Фантастика» — однак вони «загинули» назавжди.
Презентаційне число «УФО» взялися складати й редагувати кияни Тимур Литовченко (який був одностайно обраний головним редактором) і Радій Радутний (який став заступником головного редактора) та львів'янин Олександр Левченко (відійшов від редагування часопису вже під час підготовки до друку презентаційного числа). «УФО» № 1'2007 було презентовано широкій публіці 15 вересня 2007 року одночасно на Львівському книжковому ярмарку (презентація проходила в приміщенні Львівського музею етнографії) і на харківському конвенті «Зоряний міст».
Надалі в «УФО» працювали редакторами Валерій Верховський (АР Крим), Наталія Дев'ятко (Дніпропетровськ), Олексій Спейсер Кацай (Кременчук), Віталій Карацупа (Миколаїв), Віталій Кривоніс (Дніпропетровськ), Маріанна Маліна (АР Крим), Ігор Скрипник (Івано-Франківщина), Галина Юшко (Запоріжжя).

## Концепція
Концепція та цілі «УФО» були окреслені в кінці 2007 року, оприлюднені в № 2 за 2007 рік і підписані всіма тогочасними редакторами щоквартальника та його видавцем. Серед них були такі:
- повернення цілісності і вартісності фантастичній літературі, скомпрометованій форматизацією книжкового ринку, новітні традиції якого українські видавці бездумно запозичують з Росії.
- об'єднання молодих творчих сил в Україні
- боротьба із постмодернізмом, окреслення того напряму, що прийде йому на зміну (зокрема в літературі) як контрапост[3]
- відродження з світоглядних руїн, наповнення сакральною енергією всіх точок простору, шанування особистості, боротьба з сірістю і шаблонністю в усіх їхніх проявах, що сприяють і національному відродженню
- формування і розвиток української фантастики нового тисячоліття, що стане конкурентноспроможною на світовому рівні[3].
- Ми є «Українським фантастичним оглядачем»:
  - «Українським» за національним світобаченням (що аж ніяк не означає, що ми обмежуємося лише своєю країною);
  - «Фантастичним» за напрямом літературної діяльності (але напрям цей ширший за класичний жанр наукової фантастики, до якого традиційно зводять фантастику як таку);
  - «Оглядачем» на кшталт англійських періодичних видань, що мали назву англ. «observer» і висвітлювали весь спектр культурних і суспільних проблем.

Проте на сайті журналу було зазначено, що у зв'язку із значними кадровими ротаціями у складі редакції «УФО», Концепція "Десять пунктів про «УФО» втратила чинність, починаючи з 2010 року. За твердженням головного редактора видання Тимура Литовченка, внаслідок скандалу в редакції після завершенням роботи над № 4 щоквартальника за 2009 рік, який став для УФО ювілейним, десятим, він та ще двоє редакторів покинули свої посади, а п'ятеро з семи підписантів концепції, за винятком Тимура Литовченка та Наталії Дев'ятко, відкликали свої підписи.
Більш докладно про концепцію «УФО» див. Помаранчевий постмодерн (Post Scriptum) [Архівовано 15 червня 2020 у Wayback Machine.], Тимур Литовченко, сайт «Лінія оборони», 12 червня 2020 року

## Головні редактори «УФО»
- Тимур Литовченко — № 1'2007—4(10)'2009[4][1];
- Валерій Верховський — № 1(11)'2010;
- Радій Радутний — починаючи з № 2(12)'2010.

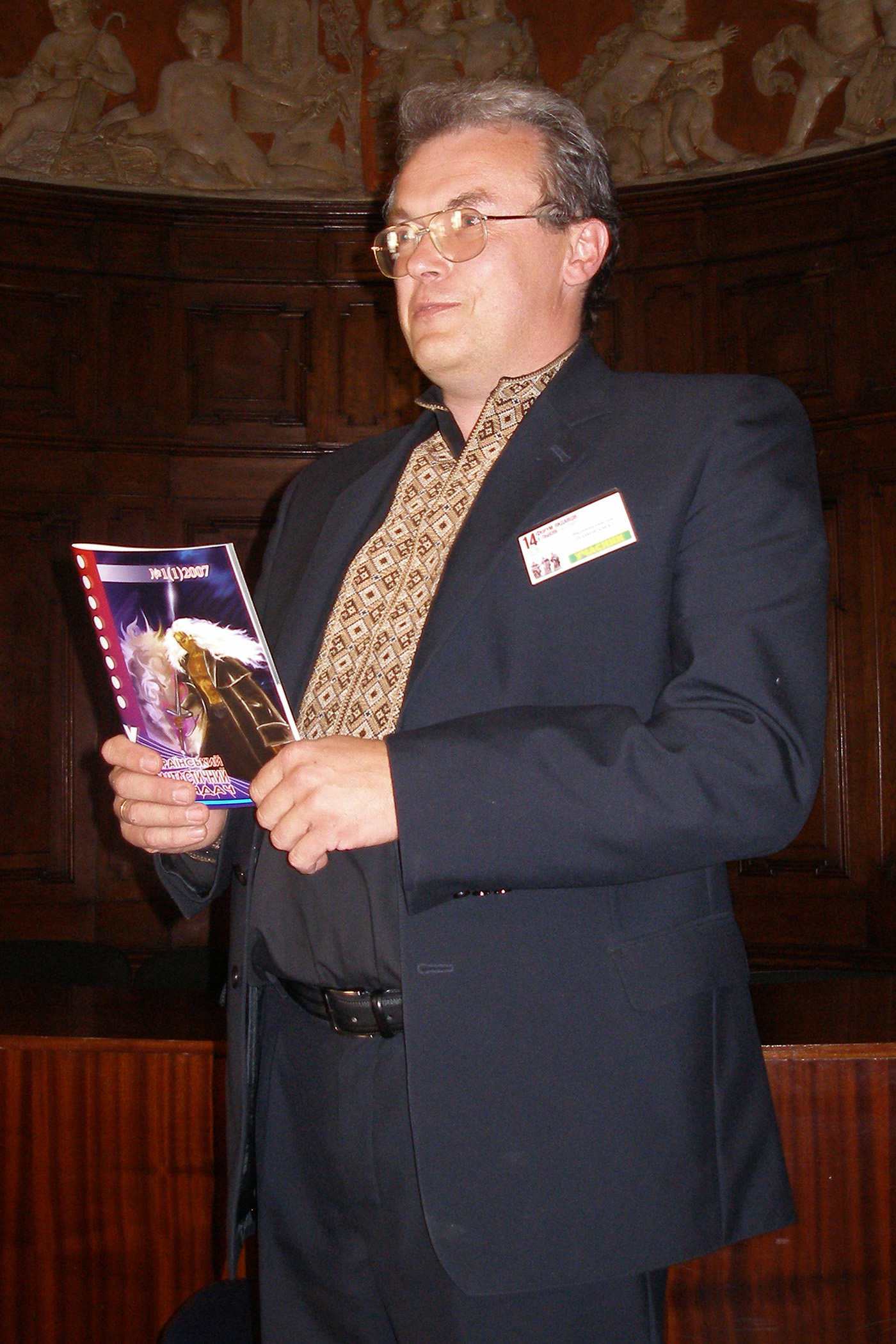
Видавець щоквартальника «УФО» Роман Фернеза з презентаційним числом часопису

Незмінний видавець журналу «УФО» — львівське ТзОВ "Видавничий дім «Панорама» (директор — Роман Фернеза).
2008 року журнал «УФО» знайшов свій передплатний індекс — 99716.

## Від редактора
| ... Наш щоквартальник заснований групою українських (за менталітетом, мовою, країною проживання) літераторів - членів віртуального об'єднання « Українська Фантастика »... Сподіваємося, журнал стане щомісячним, коло авторів розшириться, і вони навіть гонорари будуть отримувати - не те , що зараз ... |